# Mozart: Adagio hegedűre és zenekarra
Wolfgang Amadeus Mozart E-dúr adagio hegedűre és zenekarra c. alkotása, amely a Köchel-jegyzékben a 261-es helyet foglalja el.
A mű 1776-ban keletkezett, Antonio Brunetti, Salzburg akkori vezető hegedűse kérésére. A mű a K. 219-es A-dúr hegedűverseny alternatív lassútétele kíván lenni – Brunetti túl hosszúnak találta az eredetit (amely kb. 11 perc hosszú), és ezért készíttetett Mozarttal egy rövidebbet (ez kb. 9 perc hosszú).
Sokan nem találták túlságosan jó ötletnek a cserét – talán ezért játsszák ma is az eredeti a lassú tétellel az említett művet. Ezen kívül manapság az is problémát jelent, hogy fúvósokat tekintve az A-dúr koncert csak két oboát és két kürtöt tartalmaz, ebben az Adagioban viszont az oboák helyett fuvolák vannak (annak idején ez nem okozott problémát, mert általában – legalábbis Salzburgban biztosan – a fuvolista és az oboista egy és ugyanaz a személy volt).